# Nana Darkoa Sekyiamah
Nana Darkoa Sekyiamah là một nhà văn và blogger nữ quyền người Ghana. Cô đồng sáng lập blog đoạt giải thưởng Adventures from the Rooms of African Women và đã viết cho tờ The Guardian và Open Dân chủ. Sekyiamah là Giám đốc Quản lý Truyền thông tại Hiệp hội Phát triển Quyền Phụ nữ và là thành viên của Nhóm Công tác Diễn đàn Nữ quyền Đen, tổ chức Diễn đàn Nữ quyền cho người da đen đầu tiên lịch sử ở Bahia, Brazil.

## Đời sống
Nana Darkoa Sekyiamah có bằng tốt nghiệp về huấn luyện hiệu suất và chứng chỉ hòa giải xung đột và đã làm việc như một huấn luyện viên cuộc sống và một diễn giả công cộng. Cô cũng đã được Đại học Bắc Luân Đôn trao bằng cử nhân khoa học về truyền thông & nghiên cứu văn hóa, và bằng thạc sĩ khoa học về giới và phát triển của Trường Kinh tế và Khoa học Chính trị Luân Đôn. Sekyiamah cũng đã làm việc như một huấn luyện viên về thuật lãnh đạo cho Cảnh sát Thủ đô London.
Sekyiamah đồng sáng lập blog, Adventures from the Rooms of African Women, để giúp mở rộng thảo luận về tình dục và tình dục của phụ nữ châu Phi và cung cấp một diễn đàn để họ nói chuyện cởi mở. Cô đã giành được giải thưởng blog tổng thể tốt nhất và nhà hoạt động tốt nhất tại Giải thưởng Blog và Truyền thông xã hội Ghana 2013 và blog tổng thể tốt nhất một lần nữa vào năm 2014. Vào tháng 3 năm 2011 Sekyiamah được tạp chí Arise công nhận là một trong những "Người tạo ra thay đổi của Ghana". Sekyiamah là người triệu tập cộng đồng Fab Fem, một nhóm nữ quyền gặp gỡ thường xuyên ở Accra.
Sekyiamah đã viết bài cho The Guardian, Đây là Châu Phi và Dân chủ Mở. Cô đã viết Cẩm nang Truyền thông cho các Tổ chức Quyền Phụ nữ và đã có những truyện ngắn được xuất bản trong tuyển tập ở nhiều quốc gia. Sekyiamah đã viết rất nhiều về tình dục của phụ nữ châu Phi và cũng đã có một bài viết ("Standpoint: Adventures from our Rooms - Blogging về những trải nghiệm khiêu dâm đa dạng") được đăng trên tạp chí học thuật nữ quyền Châu Phi.